# Амфитеатър на Калигула
Амфитеатърът на Калигула (на латински: Amphitheatrum Caligulae) е обществена сграда за гладиаторски представления и други подобни зрелища построена в Рим и разрушена скоро след смъртта на императора.
Сградата е била издигната между 37 и 41 година на Марсово поле, вероятно в близост до Септа Юлия, около която за целта са разрушени редица големи здания. Причина за строителството вероятно е било желанието на Калигула да дари нов каменен амфитеатър на гражданите на Рим тъй като вече остарелият такъв на Статилий Тавър не задоволявал императора. Междувременно той построил дървено съоръжение с временен характер в същия район, което да изпълнява функциите на амфитеатър.
Убийството на Калигула заварва сградата все още в процес на строителство, а новият император Клавдий решава да го изостави изобщо. Около 46 г. последният поправя акведукта Аква Вирго, който е бил повреден по време на изграждането на амфитеатъра, действие за което свидетелства надпис върху Арката на Клавдий, която е била част от акведукта. Част от този надпис гласи: AQUAE VIRGINIS DISTVRBATOS PER C(AIVM) CAESAREM" (на Аква Вирго, повреден от Г[ай] Цезар)